# Rio Orinoco
O rio Orinoco (ou Orenoco) é um dos principais rios da América do Sul, e tem a terceira maior bacia hidrográfica neste continente, cobrindo uma área de 880 000 km². É o principal rio da Venezuela, abrangendo quatro quintos do território do país, que percorre sinuosamente por 2 740 km. Além da Venezuela, a bacia do Orinoco abrange um quarto do território da Colômbia.
A sua nascente é na serra Parima, no sul da Venezuela, próximo da fronteira com o Brasil, a uma altitude de 1047 m. Descendo os contrafortes da serra com violência devido a uma forte inclinação na direção oeste-noroeste, chega a ter 500 m de largura com corredeiras espetaculares. A partir de uma bifurcação em seu leito, o curso do rio muda para a direção noroeste. Ainda no alto curso o rio tem um braço chamado de canal Casiquiare, que interliga o Orinoco com as águas do rio Negro, o principal tributário da margem esquerda do rio Solimões. Circunda assim o Planalto das Guianas.
O seu principal afluente é o rio Caroni.
Os presidentes do Brasil e da Venezuela inauguraram uma segunda ponte sobre o rio Orinoco em 13 de novembro de 2006.
O rio foi homenageado pela cantora irlandesa Enya na música Orinoco Flow, de 1988. A música virou hit em diversos países do mundo.

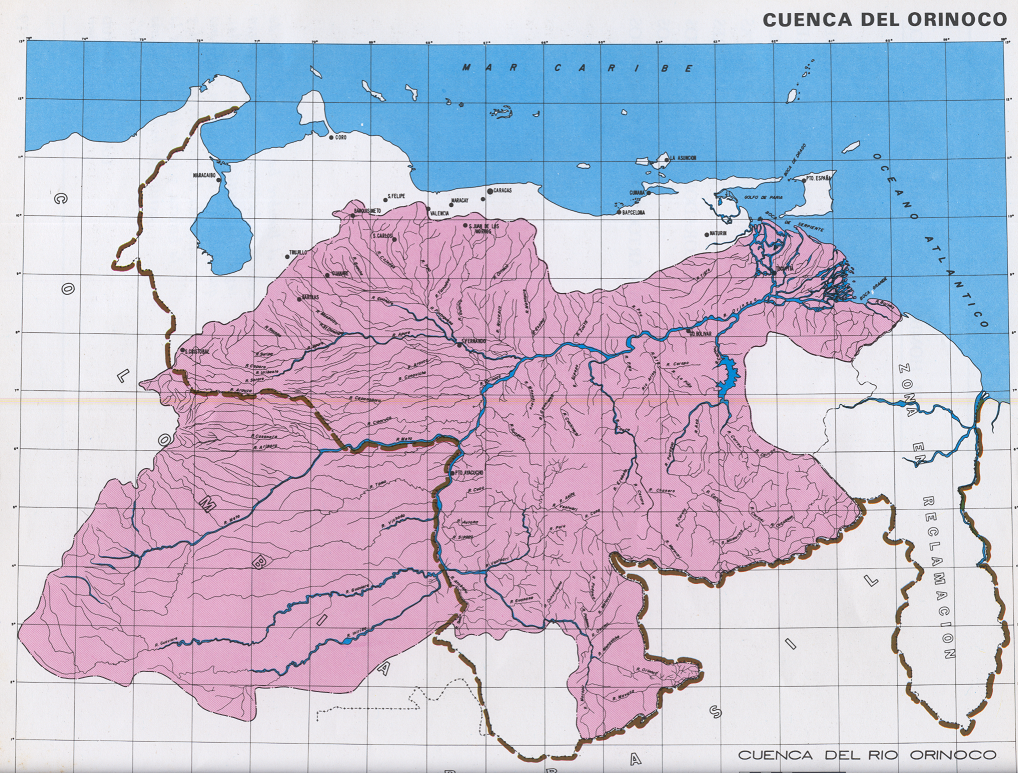
Mapa da bacia hidrográfica do Orinoco.

## Principais rios da bacia do Orinoco
- Apure: corre da Venezuela para leste até desaguar no Orinoco
- Arauca: corre da Colômbia para a Venezuela, para leste, até desaguar no Orinoco
- Atabapo: corre das Terras Altas das Guianas do norte da Venezuela até desaguar no Orinoco
- Caroni: das norte dae Venezuela para norte até desaguar no Orinoco
- Canal Casiquiare: no sudeste da Venezuela, um distributário do Orinoco que corre para oeste até desaguar no rio Negro, afluente do Amazonas
- Caura: do leste da Venezuela (Terras Altas das Guianas) para norte até desaguar no Orinoco
- Guaviare: do leste da Colômbia até desaguar no Orinoco
- Inírida: do sudeste da Colômbia até desaguar no Guaviare.
- Meta: da fronteira Colômbia-Venezuela para leste até desaguar no Orinoco
- Ventuari: do leste da Venezuela (Terras Altas das Guianas) para sudoeste até desaguar no Orinoco
- Vichada: da Colômbia para leste até desaguar no Orinoco